# Cecilie Thoresen

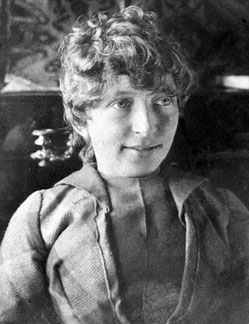
Cecilie Thoresen

Ida Cecilie Thoresen Krog (* 7. März 1858 in Eidsvoll, Provinz Akershus; † 13. November 1911 in Kristiania) war eine norwegische Frauenrechtlerin. 1882 legte sie als erste Frau ihres Landes das Abitur ab. Anschließend schrieb sie sich als erste Studentin Norwegens an der Universität ein.

## Leben

### Familie und erste Jahre
Cecilie Thoresen wuchs gemeinsam mit drei Brüdern und einer Schwester im kleinen Ort Eidsvoll auf, in dem 1814 eine der modernsten Verfassungen Europas angenommen worden war. Ihr aus der Telemark stammender Vater, Nils Windfeldt Thoresen, war Distriktsarzt und ein wohlhabender Gutsbesitzer, ihre Mutter, Marie Johanne Benneche, eine belesene und sprachbegabte Kaufmannstochter aus Kristiania (heute Oslo). Cecilie Thoresen entwickelte als Kind ein großes Faible für das Skifahren, nahm an Rennen teil und sammelte auch, was für Mädchen damals völlig ungewöhnlich war, Erfahrungen im Skispringen.
Sie bekam, teilweise gemeinsam mit ihren Brüdern, Privatunterricht. Schon als junges Mädchen begann sie sich lebhaft für die fortschrittliche Literatur ihrer Zeit zu interessieren. Sie las z. B. die Vorlesungsreihe Die Hauptströmungen der Literatur des neunzehnten Jahrhunderts, in der ihr Autor, der dänisch-jüdische Gelehrte Georg Brandes, eine moderne Literatur jenseits von Romantik und Biedermeier forderte, die aktuelle „Probleme zur Debatte“ stellen sollte. Früh vertraut war sie auch mit den feministischen Ansichten in John Stuart Mills später Veröffentlichung Die Hörigkeit der Frau – das Buch hatte Brandes ins Dänische übersetzt.

### Mittelschule und Abitur
Ihre intellektuelle Neugier motivierte sie dazu, sich für eine möglichst gute Ausbildung einzusetzen. Rückblickend sagte sie in einem Interview im Jahr 1907: „Ich war schon zwanzig Jahre alt, als ich mich entschloss, einen Mittelschulabschluss zu machen, um später etwas zu werden.“ Das Examen legte sie 1879 an Nissens Pikeskole (Nissens Mädchenschule) in Kristiania ab. Danach sollte sie „etwas Ordentliches lernen“ und begann einen Kurs für Bürodamen an einer Handelsschule. Nachdem sie sich nach eigener Aussage „acht Tage lang gelangweilt“ hatte, brach sie die Ausbildung ab. Sie schrieb einen Brief an ihren Vater und berichtete ihm darin, dass sie gerne das examen artium ablegen wolle, das Zugangsvoraussetzung für ein Universitätsstudium war und dem Abitur entsprach. Bis dahin war jungen Frauen dieser Bildungsweg verwehrt. Dennoch versprach ihr Vater, der den regierenden Konservativen nahestand und das bürgerliche Morgenbladet abonnierte, sie zu unterstützen. Cecilie Thoresen selbst begeisterte sich zu dieser Zeit für die Ideen des oppositionellen Politikers Johan Sverdrup, der kritische Beamte und Bauern um sich scharte und wesentlich die Einführung des Parlamentarismus in Norwegen vorantrieb. Ihr Vater wandte sich mit einem Schreiben an das zuständige Kirchen- und Unterrichtsministerium, erhielt aber – mit dem Datum 24. Dezember 1880 – die Antwort, dass Cecilie nicht zur Abiturprüfung zugelassen werden könne.
Cecilie Thoresen nahm daraufhin selbst Kontakt mit dem Kirchenminister Jens Holmboe auf, der den Ball an die zu diesem Zeitpunkt einzige Universität des Landes in Kristiania weitergab. Dort wurde das Anliegen der jungen Frau vom zuständigen Kollegium mit nur einer Gegenstimme zurückgewiesen. Cecilie Thoresen gab jedoch nicht auf und suchte nun den Beistand von Hagbard Berner, einem ausgebildeten Juristen und Mitarbeiter Sverdrups, der 1869 die radikalliberale Tageszeitung Dagbladet mitbegründet hatte und politischen Reformen offen gegenüberstand. Berner arbeitete einen privaten Gesetzentwurf aus, der in den beiden Kammern des Stortings, des norwegischen Parlaments, behandelt wurde und zunächst auf Widerstand stieß. Der Entwurf, so hieß es, sei schädlich für die Gesellschaft, die erst vollen Nutzen aus der Arbeit der Frau ziehen könne, „wenn während der Erziehung und Ausbildung gebührlich Rücksicht auf ihre natürlichen Dispositionen, ihr eigentümliches Gemütsleben sowie auf ihre Anlagen und Vorzüge“ genommen würde. Am 15. Juni 1882 wurde trotz derartiger Bedenken mit großer Mehrheit ein neues Gesetz beschlossen, das es Frauen fortan ermöglichte, das examen artium abzulegen. Ungeachtet dessen versuchte der Theologieprofessor Fredrik Petersen weiterhin, Cecilie Thoresen von den Prüfungen fernzuhalten. Er verwies darauf, dass sie ihren Mittelschulabschluss nur mit eingeschränktem Mathematik-Pensum absolviert habe, wie dies für Mädchen vorgesehen war; sie sei deshalb für das examen artium nicht zuzulassen. Cecilie Thoresen durfte aber an einer Zusatzprüfung teilnehmen, die sie mit Erfolg bestand. Der Weg zum Abitur war damit für sie frei. Kurz darauf bestand sie – im Alter von 24 Jahren – sämtliche Prüfungen mit der Gesamtnote sehr gut. Zu ihren besten Fächern zählten Altnordisch, Englisch, Geschichte, Mathematik (mündlich) und Naturwissenschaften.

### Studium

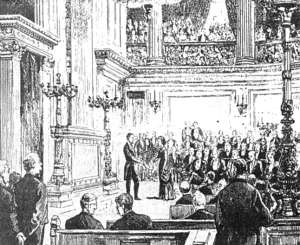
Immatrikulation von Cecilie Thoresen an der Universität Kristiania (8. September 1882)

Schon am 8. September 1882 immatrikulierte sich Cecilie Thoresen im Festsaal der Hochschule für ein Studium an der Universität Kristiania. Die historische Bedeutung dieses Aktes war den Zeitgenossen bewusst. Alle großen Zeitungen entsandten Berichterstatter in die Universität, und der damalige Rektor der Hochschule, der Jura-Professor Ludvig Aubert, hielt eine Festrede, in der er die neuen Möglichkeiten der jungen Frauen lobte, ohne dass diese, wie er hinzufügte, „ihre natürlichen Begrenzungen zu überschreiten“ bräuchten. Für ein Jahr begab sich Cecilie Thoresen auch in das Ausland, an die Universität Kopenhagen, wo sie Mathematik und Naturwissenschaften studierte. Ihr Studium schloss Cecilie Thoresen jedoch nicht ab, da sie den Rechtsanwalt Fredrik Arentz Krog, einen Bruder der Frauenrechtlerin Gina Krog, heiratete und in rascher Folge zwei Söhne und eine Tochter gebar. Im Interview von 1907 sagte sie: „Ich hatte wohl immer vor, zu heiraten, aber ich war der Meinung, dass ein Studium weiter möglich sein müsste, auch mit kleinen Kindern. Das ging jedoch nicht. Meine Kinder nahmen mich sehr in Anspruch, als sie noch klein waren.“ Außerdem sah sich Cecilie Thoresen starkem gesellschaftlichem Druck hinsichtlich der Mutterrolle ausgesetzt. Dennoch ermöglichte sie mit ihrem Einsatz neuen Generationen von Frauen die Aufnahme eines Studiums.

### Engagement als Frauenrechtlerin
Am 2. November 1883 gehörte Cecile Thoresen zu den Mitbegründerinnen eines privaten Diskussionsclubs, der den symbolischen Namen Skuld trug – nach einer Norne der nordischen Mythologie, die die Zukunft verkörperte. Sie wurde auch in den ersten Vorstand des Clubs gewählt. Die insgesamt 24 Frauen, darunter etliche, die mit Sverdrup-Mitstreitern verheiratet waren, trafen sich reihum in ihren Wohnungen und trugen sich gegenseitig Referate über „gelehrte“ und „tiefsinnige“ Themen vor, um sich als Diskussionsteilnehmerinnen und Rednerinnen zu schulen. Aus diesem Club entstand 1884 die Norsk Kvinnesaksforening (Norwegische Frauenrechtsvereinigung), deren erster Vorsitzender ein Mann wurde, nämlich Hagbard Berner. Während Thoresen selbst dem ersten Vorstand der Vereinigung angehörte, fungierte ihre Schwägerin Gina Krog, die kompromisslos für die Gleichberechtigung der Frauen eintrat, als stellvertretende Vorsitzende. 1885 zählte Cecilie Thoresen zu den zehn Frauen, die die Kvinnestemmerettsforeningen ins Leben riefen, eine Institution, die zum Ziel hatte, das Frauenwahlrecht in ihrem Land durchzusetzen. Das Frauenwahlrecht wurde zwischen 1901 und 1913 schrittweise eingeführt. Thoresen selbst wurde 1901 für die Liberale Partei zur Vararepresentantin des Stadtrats von Kristiania gewählt und war damit eine der ersten Frauen, die in Norwegen in ein politisches Amt gewählt wurden. 1904 ging auch auf ihre Initiative die Gründung des Norske Kvinners Nasjonalråd (Nationalrat der Norwegischen Frauen) zurück, eines Dachverbandes von verschiedenen Frauengruppen, der sich als norwegische Sektion dem Internationalen Frauenrat anschloss. Von 1903 bis zu ihrem Tod war Thoresen Vizepräsidentin der Norsk Kvinnesaksforening.
In ihren letzten Jahren litt Cecilie Thoresen an Endokarditis. Sie starb 1911 im Alter von 53 Jahren.

## Nachleben

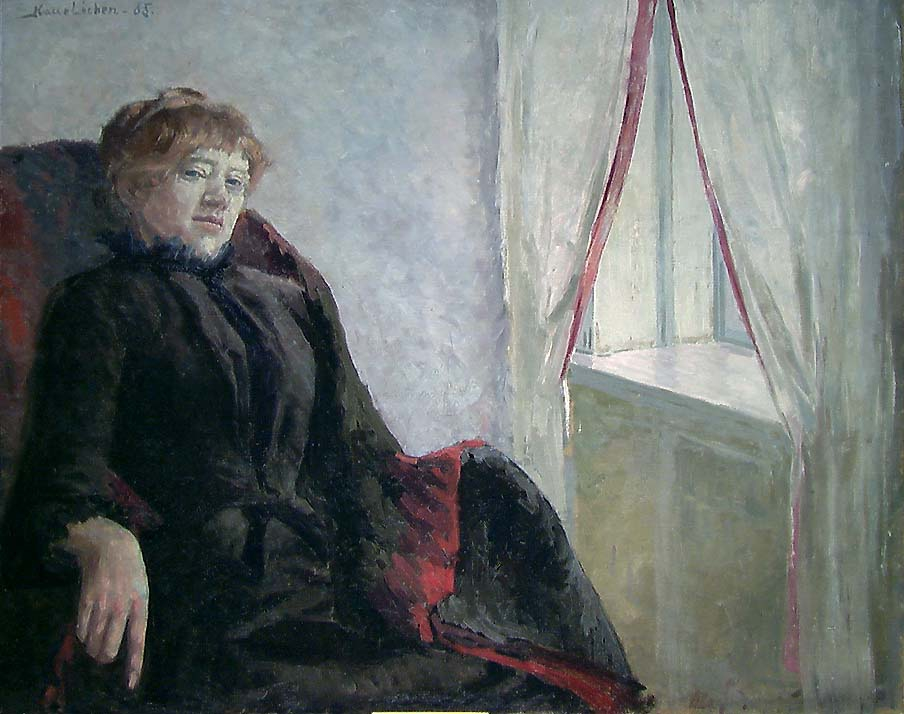
Cecilie Thoresen, Porträt von Kalle Løchen, 1885

Das 100-jährige Jubiläum von Cecilie Thoresens Immatrikulation an der Universität Kristiania wurde überall in Norwegen mit Festvorträgen, weiteren Veranstaltungen, der Veröffentlichung von Artikeln und einer Buchpublikation begangen. In mehreren norwegischen Städten (z. B. in Oslo und Trondheim) sind heute Straßen nach Cecilie Thoresen benannt. Im Sophus-Lie-Auditorium der Universität Oslo erinnert ein Bronze-Wandrelief der Bildhauerin Kari Rolfsen an sie.
Der älteste Sohn von Cecilie Thoresen, Helge Krog, zählt zu den bekanntesten norwegischen Dramatikern des 20. Jahrhunderts.